# Patty Mills
Patrick Sammie Mills AM (* 11. August 1988 in Canberra, Australian Capital Territory) ist ein australischer Basketballspieler. Der 1,83 Meter große Point Guard steht bei den Los Angeles Clippers in der NBA unter Vertrag. Er spielte neun Jahre für die San Antonio Spurs. Sein Vater entstammt den Torres-Strait-Insulanern, seine Mutter gehört den Aborigines an, zudem ist er über seinen Vater mit dem zweifachen Olympiateilnehmer im Basketball Danny Morseu verwandt.

## Karriere
Nach seiner Zeit am Australian Institute of Sport spielte Mills von 2007 bis 2009 für die Mannschaft des Saint Mary’s College in Kalifornien. In 58 Spielen für die Hochschulmannschaft erzielte der Australier im Durchschnitt 16,4 Punkte, 2,2 Rebounds, 3,7 Korbvorlagen und zwei Ballgewinne. Im NBA-Draft 2009 wurde er von den Portland Trail Blazers ausgewählt. Diese nahmen ihn unter Vertrag, nach einem Bruch im Mittelfuß während der Saison-Vorbereitung gaben sie ihn jedoch zwischenzeitlich an Idaho Stampede in die NBA D-League ab. In seiner ersten Saison für die Blazers absolvierte Mills nur zehn Partien in der Hauptrunde sowie drei Play-off-Partien, während er in der folgenden Spielzeit wesentlich häufiger zum Einsatz kam.
Aufgrund des Lockouts in der NBA spielte Mills 2011 für einige Zeit in der NBL für die Melbourne Tigers. Ende des Jahres wechselte er in die CBA nach China, wo er aber von den Xinjiang Flying Tigers nach nur kurzer Zeit im Streit um die Behandlung einer Muskelverletzung wieder entlassen wurde.
Im März 2012 wurde er dann von den San Antonio Spurs unter Vertrag genommen. Nachdem die Texaner im Jahr zuvor in der Finalserie den Miami Heat noch knapp unterlegen gewesen waren, gewann Mills 2014 mit den Spurs die Meisterschaft. In den letzten sechs Jahren seiner Vertragszeit in San Antonio verpasste der Australier lediglich zwölf Hauptrundenspiele. Er verließ die Texaner im Jahr 2021 und wurde im August desselben Jahres von den Brooklyn Nets verpflichtet.
Im Juli 2023 gab Brooklyn den Australier an den Oklahoma City Thunder ab. Mills spielte bis Ende Februar 2024 für die Mannschaft. Anfang März 2024 wurde er von den Miami Heat verpflichtet. Nachdem sein Vertrag mit den Heat ausgelaufen war, unterschrieb Mills einen Einjahresvertrag bei den Utah Jazz. Er kam für die Mannschaft während der Saison 2024/25 in 17 Spielen zum Einsatz (4,4 Punkte je Begegnung), Anfang Februar 2025 gab Utah ihn an die Los Angeles Clippers ab.

## Nationalmannschaft
Mills spielte 2007 erstmals für die australische Nationalmannschaft und wurde für die Olympischen Spiele 2008 berufen, wo er überraschend bester Punktesammler seiner Mannschaft war. Auch an der Weltmeisterschaft 2010 und den Olympischen Spielen 2012 nahm er teil.
Am 7. August 2021, im Spiel um die Bronzemedaille der Olympischen Spiele 2020, erzielte Mills 42 Punkte und 9 Assists und führte Australien damit zu einem 107:93-Sieg gegen Slowenien. Während der Eröffnungsfeier war er, gemeinsam mit der Schwimmerin Cate Campbell, der Fahnenträger seines Landes.

## Karriere-Statistiken

### NBA

#### Hauptrunde
| Saison  | Team            | GP  | GS  | MPG  | FG % | 3P % | FT %  | RPG | APG | SPG | BPG | PPG  |
| ------- | --------------- | --- | --- | ---- | ---- | ---- | ----- | --- | --- | --- | --- | ---- |
| 2009–10 | Portland        | 10  | 0   | 3.8  | .417 | .500 | .571  | 0.2 | 0.5 | 0.0 | 0.0 | 2.6  |
| 2010–11 | Portland        | 64  | 0   | 12.2 | .412 | .353 | .766  | 0.8 | 1.7 | 0.4 | 0.0 | 5.5  |
| 2011–12 | San Antonio     | 16  | 3   | 16.3 | .485 | .429 | 1.000 | 1.8 | 2.4 | 0.6 | 0.1 | 10.3 |
| 2012–13 | San Antonio     | 58  | 2   | 11.3 | .469 | .400 | .842  | 0.9 | 1.1 | 0.4 | 0.1 | 5.1  |
| 2013–14 | San Antonio     | 81  | 2   | 18.9 | .464 | .425 | .890  | 2.1 | 1.8 | 0.8 | 0.1 | 10.2 |
| 2014–15 | San Antonio     | 51  | 0   | 15.7 | .381 | .341 | .825  | 1.5 | 1.7 | 0.5 | 0.0 | 6.9  |
| 2015–16 | San Antonio     | 81  | 3   | 20.5 | .425 | .384 | .810  | 2.0 | 2.8 | 0.7 | 0.1 | 8.5  |
| 2016–17 | San Antonio     | 80  | 8   | 21.9 | .439 | .413 | .825  | 1.8 | 3.5 | 0.8 | 0.0 | 9.5  |
| 2017–18 | San Antonio     | 82  | 36  | 25.7 | .411 | .372 | .890  | 1.9 | 2.8 | 0.7 | 0.1 | 10.0 |
| 2018–19 | San Antonio     | 82  | 1   | 23.3 | .425 | .394 | .854  | 2.2 | 3.0 | 0.6 | 0.1 | 9.9  |
| 2019–20 | San Antonio     | 66  | 1   | 22.5 | .431 | .382 | .866  | 1.6 | 1.8 | 0.8 | 0.1 | 11.6 |
| 2020–21 | San Antonio     | 68  | 1   | 24.8 | .412 | .375 | .910  | 1.7 | 2.4 | 0.6 | 0.0 | 10.8 |
| 2021–22 | Brooklyn        | 81  | 48  | 29.0 | .408 | .400 | .814  | 1.9 | 2.3 | 0.6 | 0.2 | 11.4 |
| 2022–23 | Brooklyn        | 40  | 2   | 14.2 | .411 | .366 | .833  | 1.1 | 1.4 | 0.1 | 0.1 | 6.2  |
| 2023–24 | Atlanta / Miami | 32  | 5   | 13.0 | .351 | .276 | 1.000 | 1.1 | 1.1 | 0.0 | 0.0 | 4.0  |
| Gesamt  | Gesamt          | 892 | 112 | 20.2 | .424 | .386 | .856  | 1.6 | 2.2 | 0.6 | 0.1 | 8.8  |

#### Play-offs
| Saison  | Team        | GP | GS | MPG  | FG % | 3P %  | FT %  | RPG | APG | SPG | BPG | PPG  |
| ------- | ----------- | -- | -- | ---- | ---- | ----- | ----- | --- | --- | --- | --- | ---- |
| 2009–10 | Portland    | 3  | 0  | 4.0  | .500 | 1.000 | 1.000 | 0.0 | 1.0 | 0.0 | 0.0 | 2.0  |
| 2010–11 | Portland    | 2  | 0  | 2.5  | .000 | .000  | –     | 0.5 | 0.0 | 0.0 | 0.0 | 0.0  |
| 2011–12 | San Antonio | 8  | 0  | 3.9  | .545 | .600  | –     | 0.4 | 0.6 | 0.1 | 0.0 | 1.9  |
| 2012–13 | San Antonio | 9  | 0  | 3.4  | .500 | .286  | –     | 0.3 | 0.2 | 0.0 | 0.0 | 1.3  |
| 2013–14 | San Antonio | 23 | 0  | 15.3 | .447 | .405  | .769  | 1.5 | 1.4 | 0.7 | 0.0 | 7.3  |
| 2014–15 | San Antonio | 7  | 0  | 16.0 | .500 | .571  | 1.000 | 2.7 | 1.1 | 0.3 | 0.0 | 10.1 |
| 2015–16 | San Antonio | 10 | 0  | 16.7 | .434 | .361  | .636  | 1.4 | 2.0 | 0.7 | 0.0 | 6.6  |
| 2016–17 | San Antonio | 16 | 6  | 26.0 | .407 | .360  | .864  | 2.1 | 2.7 | 0.8 | 0.1 | 10.3 |
| 2017–18 | San Antonio | 5  | 5  | 33.0 | .439 | .371  | .800  | 2.0 | 2.6 | 0.6 | 0.2 | 13.4 |
| 2018–19 | San Antonio | 7  | 0  | 21.7 | .326 | .136  | .600  | 2.1 | 3.6 | 1.0 | 0.1 | 5.3  |
| 2021–22 | Brooklyn    | 4  | 0  | 18.0 | .563 | .538  | –     | 1.0 | 0.0 | 0.0 | 0.3 | 6.3  |
| 2022–23 | Brooklyn    | 1  | 0  | 5.0  | .000 | .000  | –     | 0.0 | 0.0 | 0.0 | 0.0 | 0.0  |
| Gesamt  | Gesamt      | 95 | 11 | 16.0 | .432 | .384  | .800  | 1.3 | 1.6 | 0.5 | 0.1 | 6.7  |

## Auszeichnung
Für seine Verdienste um den Basketball, um wohltätige Initiativen und um die indigene Gemeinschaft wurde er 2022 zum Member des Order of Australia ernannt.